# Stazione di Katsuta
La stazione di Katsuta (勝田駅?, Katsuta-eki) è una stazione della città di Hitachinaka nella prefettura di Ibaraki.
La stazione è passante per la linea Jōban, mentre qui ha termine la linea Minato della Ferrovia Hitachinaka Kaihin.

## Linee e servizi
JR East
■ Linea Jōban
Ferrovia Hitachinaka Kaihin
■ Linea Minato

## Struttura
La stazione è costituita da un fabbricato viaggiatori posto sopra il piano binari, due marciapiedi a isola e quattro binari passanti.
| 1   | ■ Linea Minato | per Nakaminato e Ajigaura                               |
| 2-3 | ■ Linea Jōban  | per Tomobe, Kasama, Shimodate e Oyama                   |
| 2-3 | ■ Linea Mito   | per Tomobe, Ishioka, Tsuchiura, Ueno, Tokyo e Shinagawa |
| 4   | ■ Linea Jōban  | per Hitachi, Takahagi, Iwaki e Hirono                   |

## Stazioni adiacenti
| «            | Servizio    | »           |
| Linea Jōban  | Linea Jōban | Linea Jōban |
| ------------ | ----------- | ----------- |
| Mito         | -           | Sawa        |
| Linea Minato |             |             |
| Capolinea    | -           | Kōkimae     |